# Trutowo
Trutowo – wieś w Polsce położona w województwie kujawsko-pomorskim, w powiecie lipnowskim, w gminie Kikół.

## Podział administracyjny

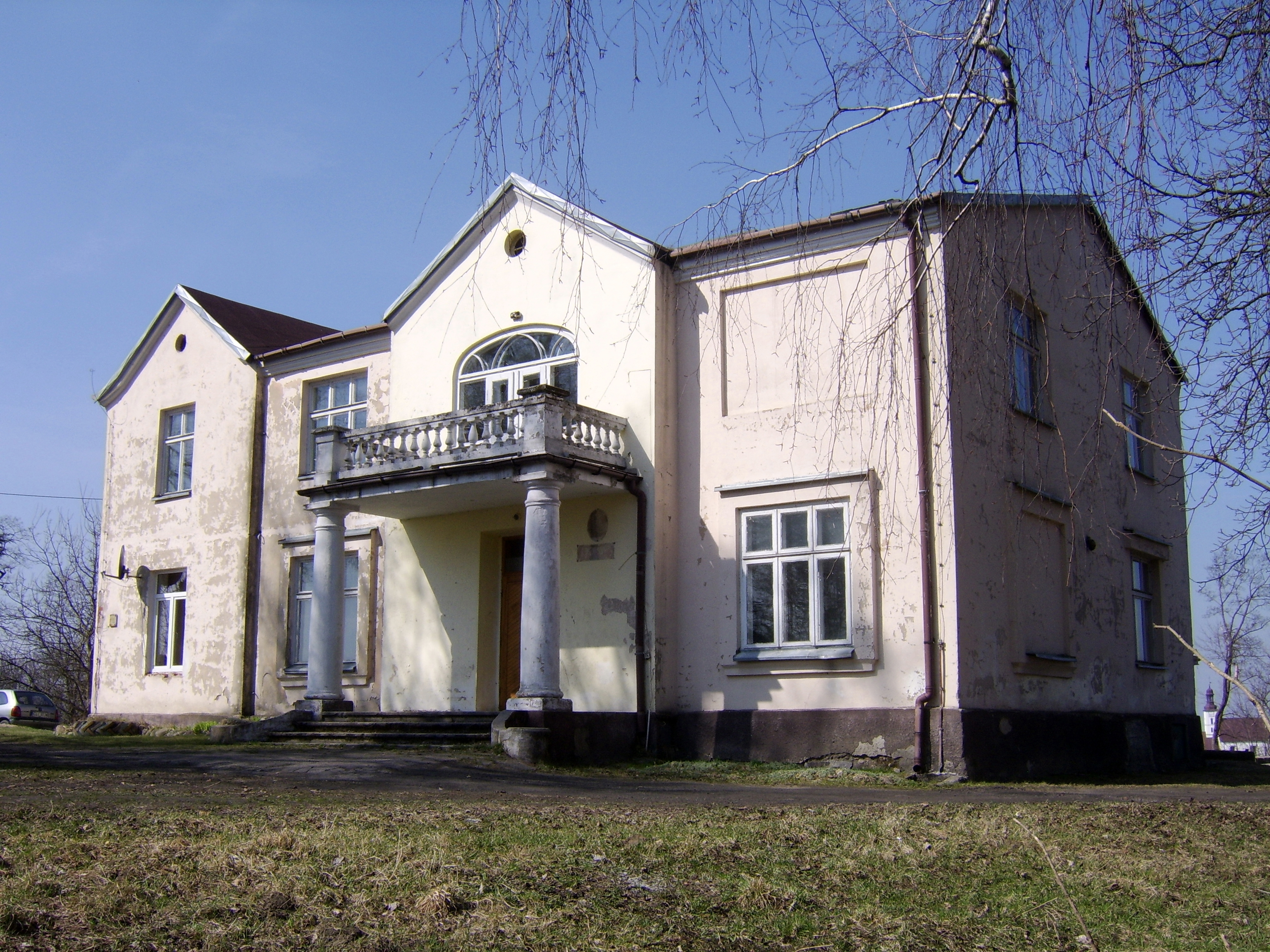
Dwór

W latach 1975–1998 miejscowość administracyjnie należała do województwa włocławskiego.

## Demografia
Według Narodowego Spisu Powszechnego (III 2011 r.) wieś liczyła 230 mieszkańców. Jest, wespół ze wsią Zajeziorze (230 mieszkańców), jedenastą co do wielkości miejscowością gminy Kikół.

## Zabytki
Według rejestru zabytków NID na listę zabytków wpisane są
- zespół klasztorny karmelitów z 1. połowy XVIII w., nr rej.: A/783/1-4 z 17.02.1981 i z 26.10.1998
  - kościół pw. św. Anny, lata 1725-1738
  - klasztor, po roku 1740
  - cmentarz przykościelny
  - ogrodzenie z bramą
- zespół dworski z przełomu XIX/XX w., nr rej.: 199/A z 22.04.1986
  - dwór
  - park